# ATP Tour World Championships 2000 - Doppio
Il doppio dell'ATP Tour World Championships 2000 è stato un torneo di tennis facente parte dell'ATP Tour 2000.
Sébastien Lareau e Alex O'Brien erano i detentori del titolo, ma nel 2000 non hanno partecipato insieme.
Lareau non si è qualificato con il suo partner, mentre O'Brien si è qualificato insieme a Jared Palmer, ma non hanno passato il round robin.
Donald Johnson e Piet Norval hanno battuto in finale 7–6(8), 6–3, 6–4, Mahesh Bhupathi e Leander Paes.

## Teste di serie
1. Ellis Ferreira /  Rick Leach (semifinali)
2. Paul Haarhuis /  Sandon Stolle (round robin)
3. Alex O'Brien /  Jared Palmer (round robin)
4. Joshua Eagle /  Andrew Florent (round robin)

1. Donald Johnson /  Piet Norval (campioni)
2. Jaime Oncins /  Daniel Orsanic (round robin)
3. Simon Aspelin /  Johan Landsberg (semifinali)
4. Mahesh Bhupathi /  Leander Paes (finale)

## Tabellone

### Legenda
| - Q = Qualificato - WC = Wild card - LL = Lucky loser | - ALT = Alternate - SE = Special Exempt - PR = Protected Ranking | - w/o = Walkover - r = Ritirato - d = Squalificato |

### Finale
|  | Semifinali | Semifinali                    | Semifinali                    | Semifinali                    | Semifinali                   | Semifinali | Semifinali |  |  | Finale                       | Finale                       | Finale                       | Finale                       | Finale | Finale | Finale |  |
|  |            |                               |                               |                               |                              |            |            |  |  |                              |                              |                              |                              |        |        |        |  |
|  | 7          | Simon Aspelin Johan Landsberg | Simon Aspelin Johan Landsberg | Simon Aspelin Johan Landsberg | 4                            | 7          | 3          |  |  |                              |                              |                              |                              |        |        |        |  |
|  | 5          | Donald Johnson Piet Norval    | Donald Johnson Piet Norval    | Donald Johnson Piet Norval    | 6                            | 5          | 6          |  |  | Donald Johnson Piet Norval   | Donald Johnson Piet Norval   | Donald Johnson Piet Norval   | Donald Johnson Piet Norval   | 7      | 6      | 6      |  |
|  | 8          | Mahesh Bhupathi Leander Paes  | Mahesh Bhupathi Leander Paes  | Mahesh Bhupathi Leander Paes  | Mahesh Bhupathi Leander Paes | 6          | 7          |  |  | Mahesh Bhupathi Leander Paes | Mahesh Bhupathi Leander Paes | Mahesh Bhupathi Leander Paes | Mahesh Bhupathi Leander Paes | 68     | 3      | 4      |  |
|  | 1          | Ellis Ferreira Rick Leach     | Ellis Ferreira Rick Leach     | Ellis Ferreira Rick Leach     | Ellis Ferreira Rick Leach    | 3          | 5          |  |  |                              |                              |                              |                              |        |        |        |  |

### Gruppo rosso
|   |                               | Ferreira Leach   | Eagle Florent    | Ocins Orsanic | Aspelin Landsberg | RR V–P | Set V–P | Game V–P | Posizione |
| 1 | Ellis Ferreira Rick Leach     |                  | 4–6, 6–3, 7–6(2) | 6–1, 5–7, 5–7 | 1–6, 6–3, 1–6     | 1–2    | 4–5     | 41–45    | 2         |
| 4 | Joshua Eagle Andrew Florent   | 6–4, 3–6, 6(2)–7 |                  | 6–1, 3–6, 6–4 | 5–7, 6(4)–7       | 1–2    | 3–5     | 41–42    | 3         |
| 6 | Jaime Oncins Daniel Orsanic   | 1–6, 7–5, 7–5    | 1–6, 6–3, 4–6    |               | 2–6, 4–6          | 1–2    | 3–5     | 32–43    | 4         |
| 7 | Simon Aspelin Johan Landsberg | 6–1, 3–6, 6–1    | 7–5, 7–6(4)      | 6–2, 6–4      |                   | 3–0    | 6–1     | 41–25    | 1         |

La classifica viene stilata in base ai seguenti criteri: 1) Numero di vittorie; 2) Numero di partite giocate; 3) Scontri diretti (in caso di due giocatori pari merito ); 4) Percentuale di set vinti o di games vinti (in caso di tre giocatori pari merito ); 5) Decisione della commissione.

### Gruppo oro
|   |                              | Haarhuis Stolle | O'Brien Palmer   | Johnson Norval | Bhupathi Paes    | RR V–P | Set V–P | Game V–P | Posizione |
| 2 | Paul Haarhuis Sandon Stolle  |                 | 5–7, 6–2, 6–4    | 2–6, 6(6)–7    | 5–7, 4–6         | 1–2    | 2–5     | 34–39    | 3         |
| 3 | Alex O'Brien Jared Palmer    | 7–5, 2–6, 4–6   |                  | 5–7, 6(7)–7    | 2–6, 6–4, 7–6(5) | 1–2    | 3–5     | 39–47    | 4         |
| 5 | Donald Johnson Piet Norval   | 6–2, 7–6(6)     | 7–5, 7–6(7)      |                | 4–6, 4–6         | 2–1    | 4–2     | 35–31    | 2         |
| 8 | Mahesh Bhupathi Leander Paes | 7–5, 6–4        | 6–2, 4–6, 6(5)–7 | 6–4, 6–4       |                  | 2–1    | 5–2     | 41–32    | 1         |

La classifica viene stilata in base ai seguenti criteri: 1) Numero di vittorie; 2) Numero di partite giocate; 3) Scontri diretti (in caso di due giocatori pari merito ); 4) Percentuale di set vinti o di games vinti (in caso di tre giocatori pari merito ); 5) Decisione della commissione.